# Colsjaal

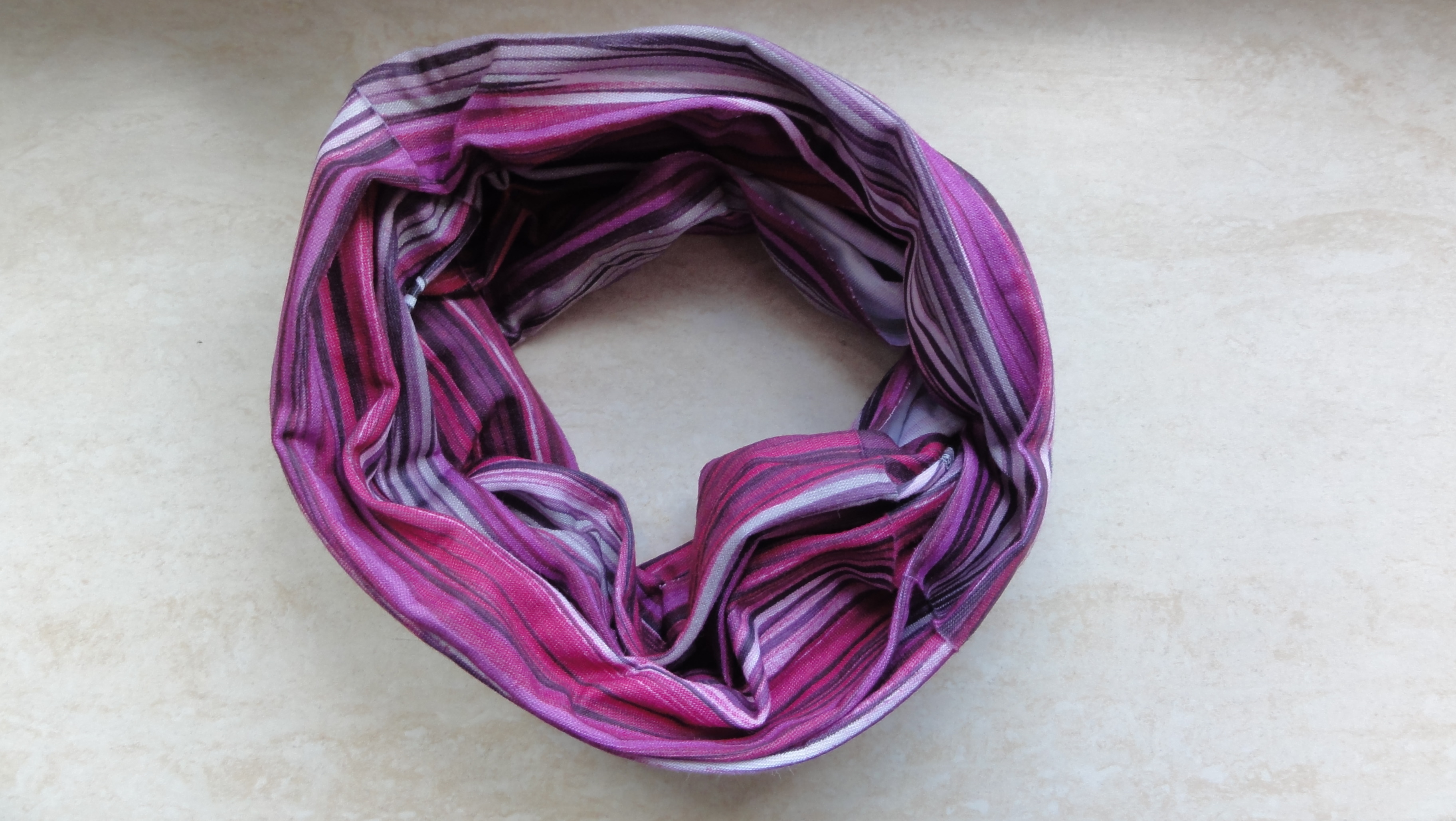
Colsjaal

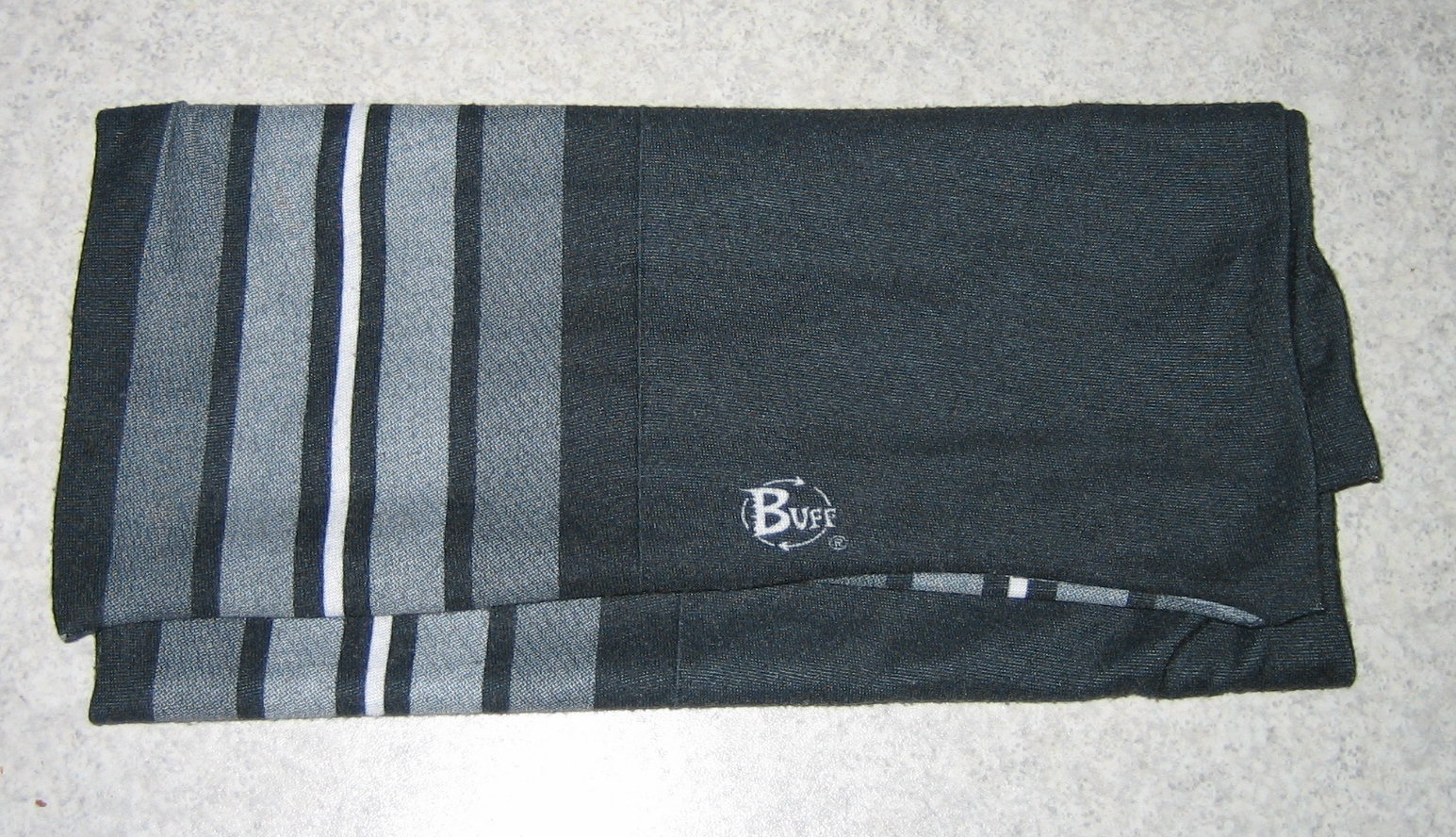
Opgevouwen Buff-colsjaal

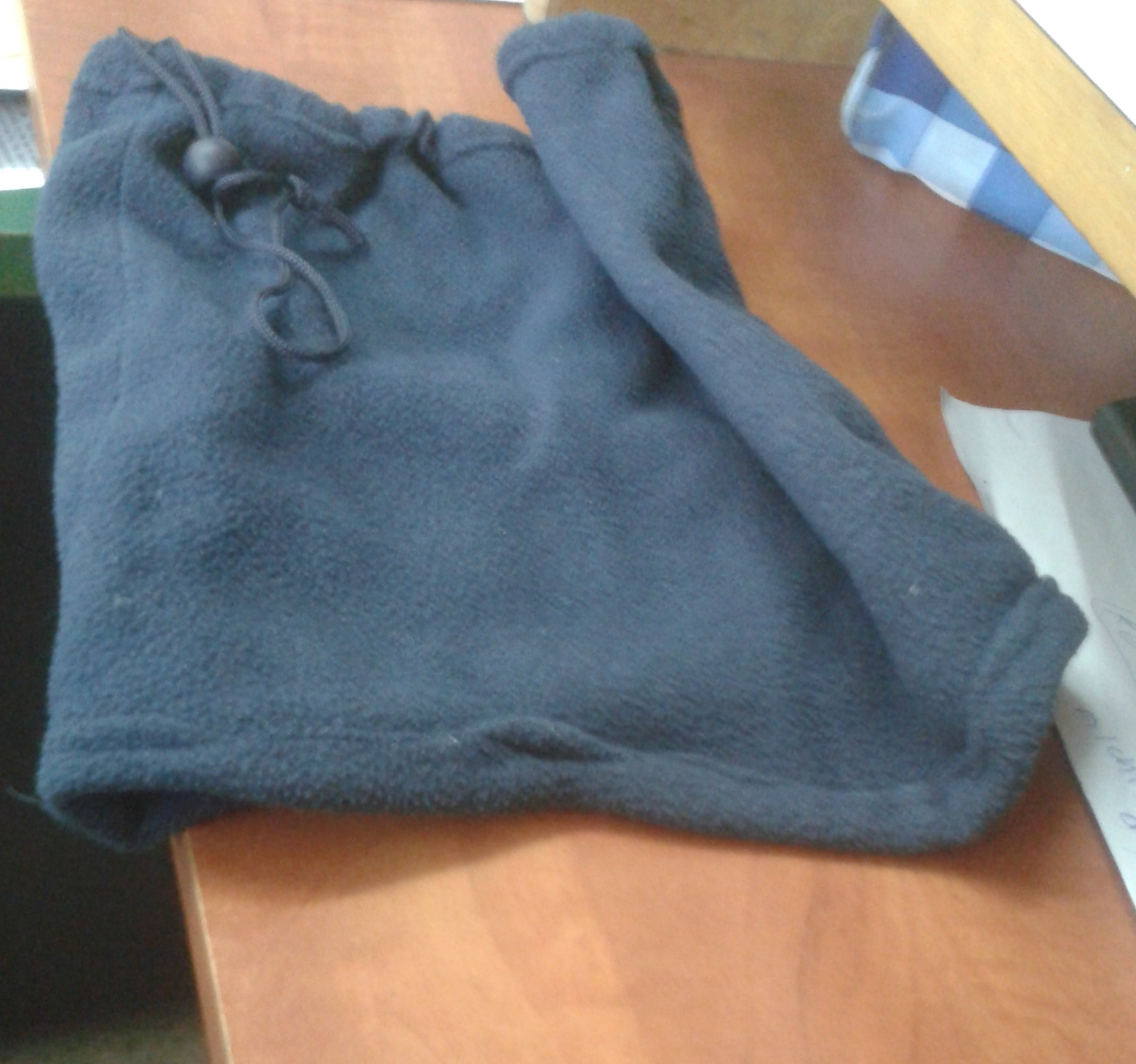
Fleece colsjaal met koord met stopper

Een colsjaal, ook wel nekwarmer, ski col, sportcol, sportsjaal, motorkol of buff genoemd, is een dubbellaags sjaal met open uiteinden die ook te gebruiken is als col (rolkraag). Korte uitvoeringen worden ‘nekwarmer’ genoemd.

## Beschrijving
Een colsjaal is een ‘buis’ of ‘koker’ van elastisch textiel, die aan beide uiteinden open is. Hij kan als sjaal gedragen worden, of als een col (rolkraag). over het hoofd om hals en nek kan worden getrokken.
Colsjaals worden gemaakt van textiel, bv wol of synthetisch garen. Ook wordt fleece gebruikt.
Hij kan op verschillende manieren gemaakt zijn. Uit één rechthoekig stuk stof dat dubbelgevouwen is waarna de tegenoverliggende zijde dichtgenaaid is. Of uit twee rechthoekige stukken stof op elkaar, waarvan twee tegenoverliggende zijden aan elkaar genaaid zijn. Tegenwoordig worden ze vaak naadloos rond gebreid.
Op de stof kan een patroon aangebracht zijn.
Er zijn ook ‘gevoerde’ colsjaals, met een extra laag stof aan de binnenkant, en colsjaals gemaakt van ademende waterdichte stof.
Motorkols zijn soms voorzien van brede borst- en rugflappen, voor extra bescherming tegen inwaaien.

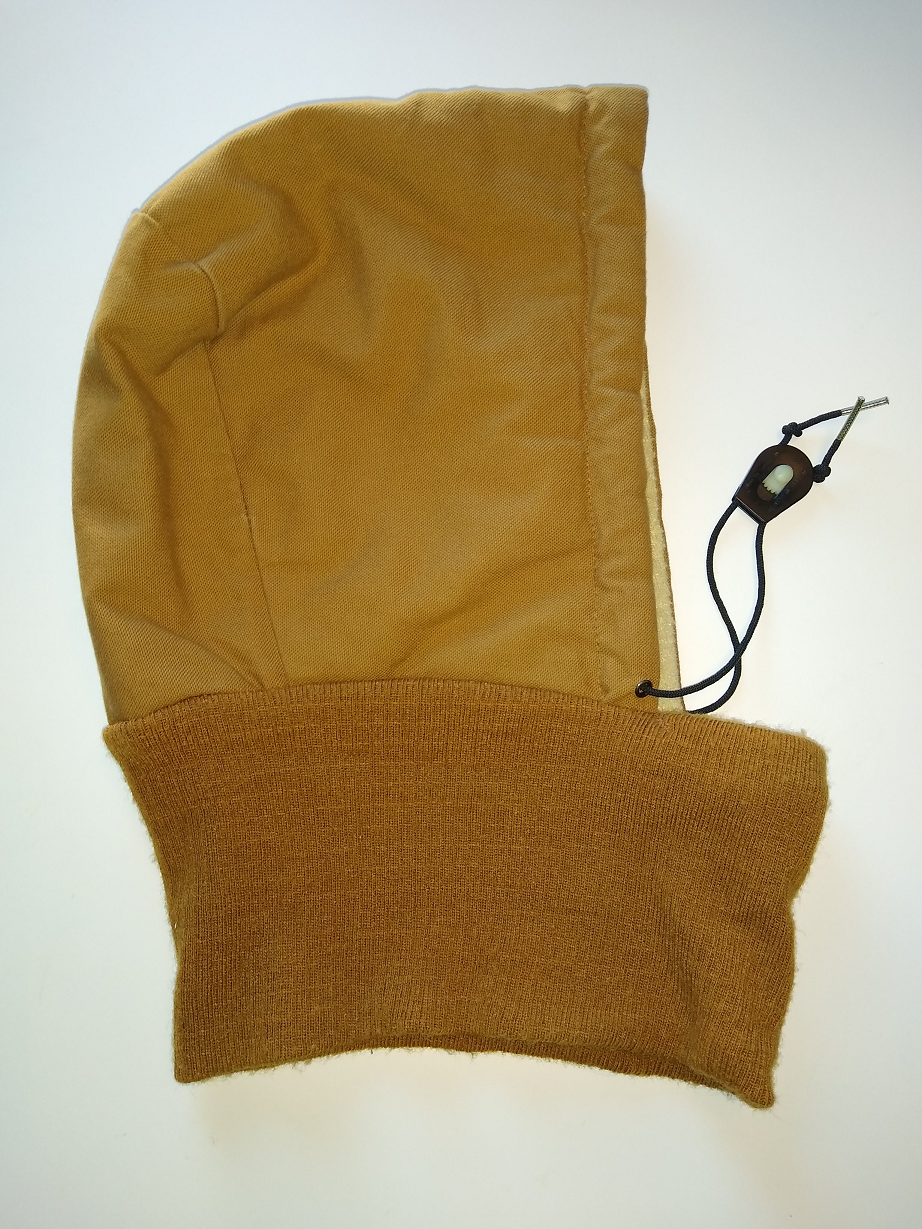
Capuchon met nekwarmer
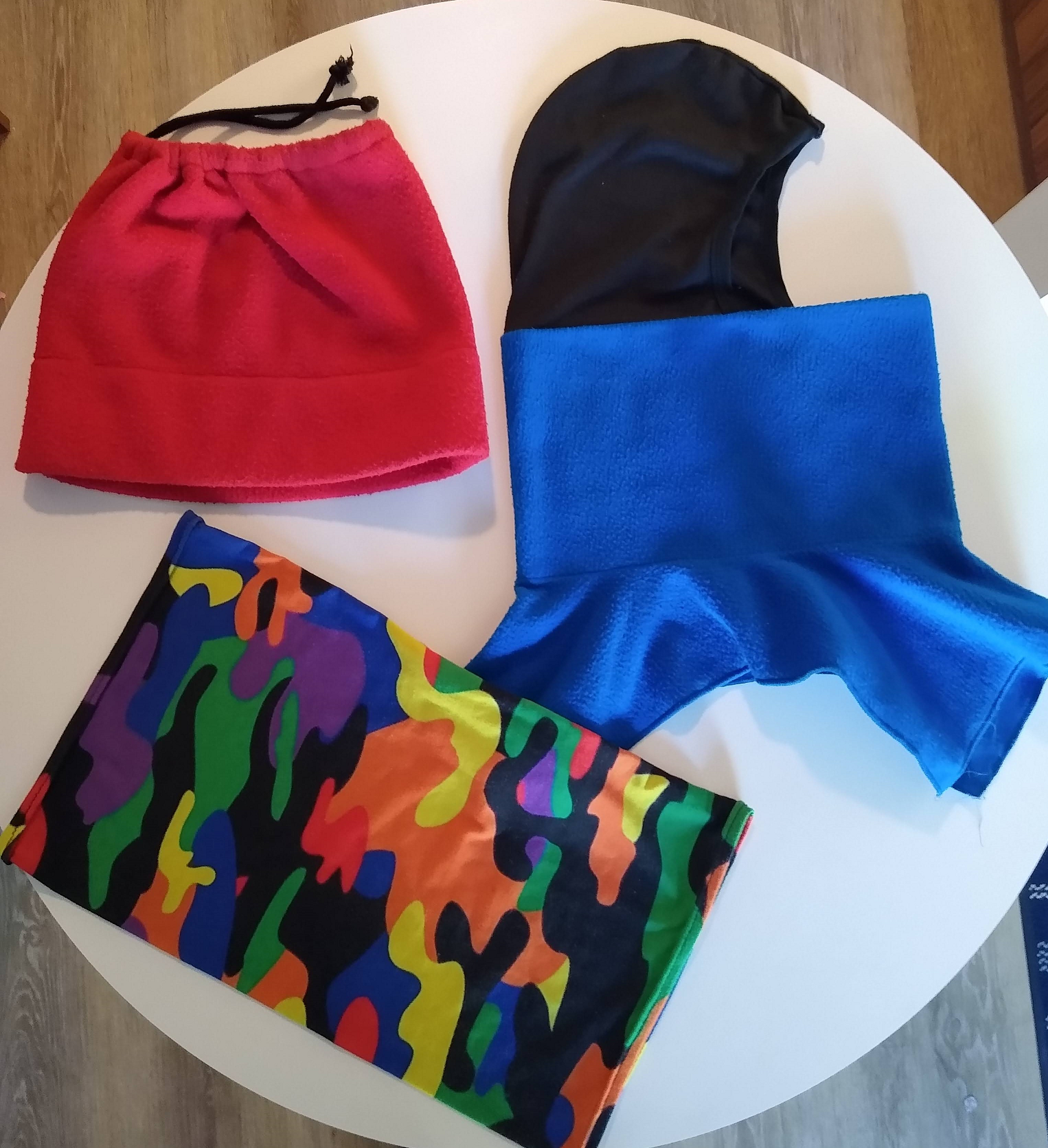
Twee colsjaals en een muts met nekwarmer (blauw)

## Toepassing
De colsjaal kan op veel verschillende manieren gedragen worden. Als sjaal of colkraag, maar ook als halsdoek. Als colkraag kan hij, door de achterkant en/of voorkant over het hoofd of voor de onderste helft van het gezicht te trekken, veranderd worden in een masker, ‘balaclava’ (bivakmuts) of capuchon. Een andere mogelijkheid is hem op te rollen tot bandana of zweetband. Hij kan op verschillende manieren gevouwen worden om hem als muts te dragen. Soms is één uiteinde voorzien van een elastiek of koord met stopper. Daarmee kan dat uiteinde afgesloten worden, en is de nekwarmer veranderd in een muts.
De colsjaal kan gemakkelijk opgeborgen worden in een zak of rugzak.
Omdat ze niet losraken worden colsjaals worden veel gebruikt door motorrijders en fietsers. Ook worden ze veel gedragen bij wintersporten zoals skiën, snowboarden of schaatsen, en bij andere buitensporten zoals bergbeklimmen, hardlopen en wielersport. Ook bij voetbal werden ze gedragen maar begin maart 2011 heeft de FIFA dat verboden omdat ze als gevaarlijk worden beschouwd.

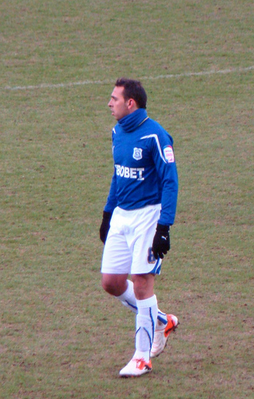
Voetballer Michael Chopra (Cardiff City FC) met nekwarmer (2010)
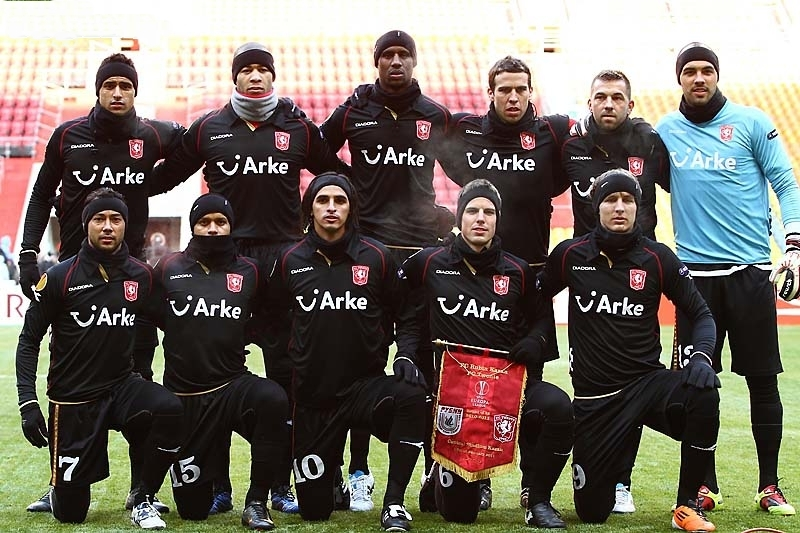
FC Twente met colsjaals en hoofdbanden voor de Europa League wedstrijd tegen Rubin Kazan in Moskou bij -18°C.[10] (17 feb 2011)

## Militair

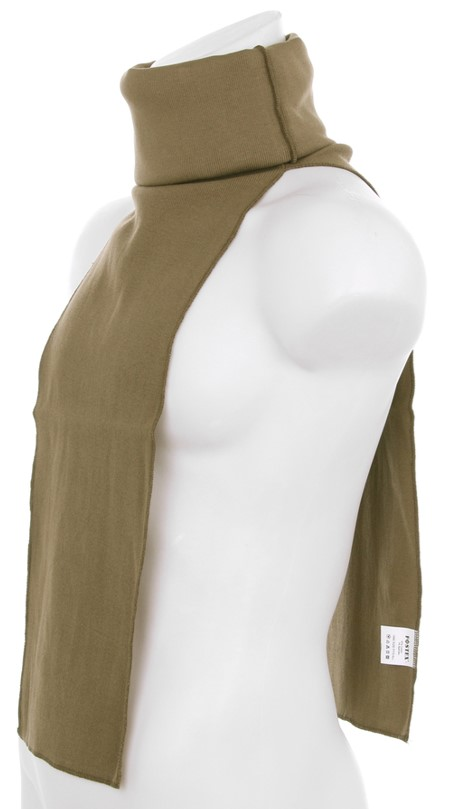
Nederlandse militaire colsjaal

Colsjaals worden ook gedragen door militairen en politie, bv door arrestatieteams en beveiligingseenheden. Ze raken niet los en kunnen uitstekend onder een helm gedragen worden. Ook kunnen ze snel voor het gelaat worden getrokken, als bescherming tegen stof of als camouflage. Tegenwoordig worden ze ook vaak voor het gelaat getrokken zodat de drager onherkenbaar is.
Duitsland
Tijdens de Tweede Wereldoorlog behoorde de ‘Kopfschützer’ ook ‘Schlauchschal’ of ‘Oma’ genoemd, tot de standaarduitrusting van alle Wehrmachtmilitairen. Het was een korte veldgrijze (‘feldgrau’) colsjaal van ca. 31 x 24 cm.
Na de oorlog behoorde deze colsjaal eveneens in het Oost-Duitse Nationale Volksarmee (NVA) tot de standaarduitrusting.

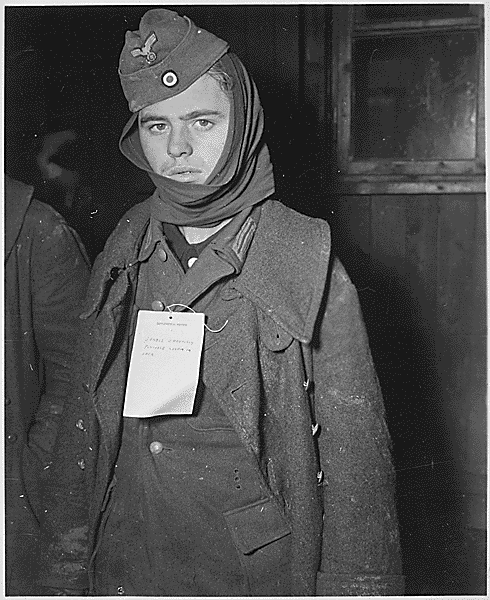
Duitse krijgsgevangene met colsjaal (1944)
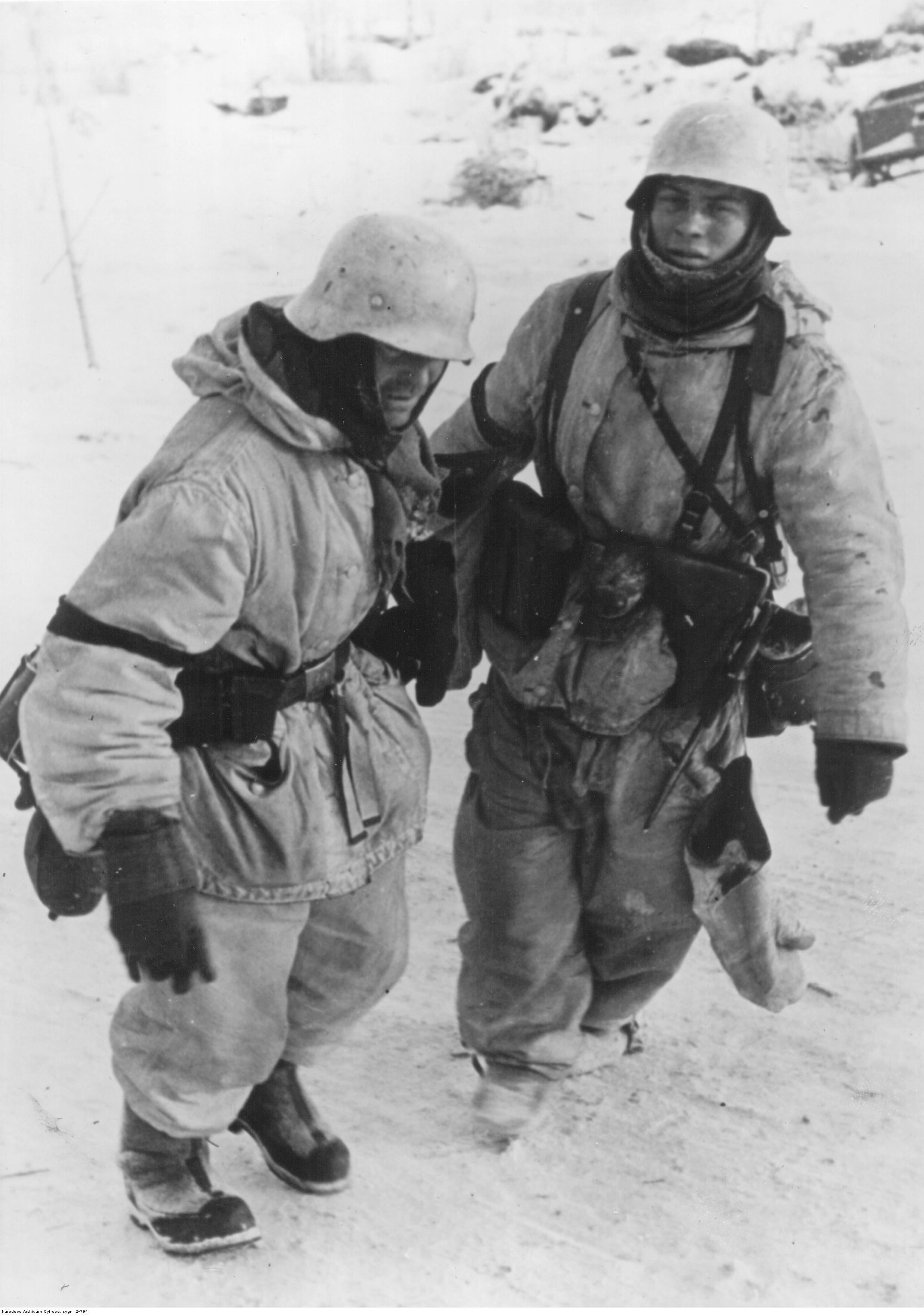
Duitse militairen in winteruniform met colsjaal (1941-1944)

Verenigd Koninkrijk
Eind jaren ‘60 werd in het Britse leger een colsjaal ingevoerd ter vervanging van de mutsdas. In het Britse leger wordt hij ‘headover’, ‘warmer’, ‘snood’ of ‘headover warmer’ genoemd.
Nederland
Eind jaren ‘60 werd in het Nederlandse leger de gebreide wollen colsjaal ingevoerd ter vervanging van de mutsdas. De officiële benaming bij de landmacht is Colsjaal KL NSN 872-2660-76635-11; Shawl, Winter, KL. Dit type colsjaal is erg lang, en is slechts over de halve lengte dichtgenaaid. De andere helft vormt daardoor twee loshangende flappen, die voor de borst en op de rug omlaag hangen. Doordat hij zo lang is kan hij beter als sjaal gedragen worden dan kortere modellen.

## Andere talen
In het Engels wordt de colsjaal ‘headover’, ‘warmer’, ‘snood’, ‘headover warmer’, ‘neck gaiter’, neckwarmer’, of ‘open ended comforter’ genoemd.

 In het Duits wordt de colsjaal ‘Schlauchtuch’, ‘Schlauschal’, ‘Kopfschützer’ of ‘Oma’ genoemd.

 In het Frans wordt de colsjaal ‘cache-cou’ of ‘cache-col’ genoemd.